# Carlos Castel
Carlos Castel (Madrid; 10 de junio de 1974) es un actor y presentador español.

## Trayectoria
Es un actor profesional desde hace 24 años. Nace el 10 de junio de 1974 en Madrid. Su habilidad artística en el dibujo y en las manualidades hace que con solo 14 años prepare su entrada para la Facultad de Bellas Artes. Su carrera artística comienza con 16 años en 1989 protagonizando más de 40 campañas publicitarias. Con 17 años inicia la carrera de Publicidad en Madrid en la especialidad de Arte, que abandona para enfrentarse al servicio militar obligatorio.[cita requerida]
Como actor ha trabajado en cine, televisión, doblaje y teatro. En 1993 realiza su primera experiencia como actor junto a los actores Tito Valverde y María Luisa San José. Cuatro años más tarde, en 1997 protagoniza junto a Fernando Guillén la serie "Inquilinos" y en 1998 la serie juvenil Al salir de clase de Telecinco, que abandona para protagonizar en 1999 la serie rival Nada es para siempre, de Antena 3 TV que finalizará en 2001. Ese mismo año es requerido para encabezar junto a Mariano Peña y Remedios Cervantes el primer reparto de Arrayán de Canal Sur.. Posteriormente realizará apariciones en "Hospital Central", "Paraíso", "El Comisario", etc.... 
En paralelo ha sabido compaginar a la perfección su faceta de actor con la de comunicador y presentador de televisión: "Peque Prix", "Sorpresa sorpresa", "Combo Club", "Un domingo cualquiera", "Con tus propias manos", "Desafío Ben 10", cabe destacar el programa KOMBAI&CO con más de 2 años de emisión en las mañanas de fin de semana de Telecinco.... Sin abandonar sus interpretaciones en teatro y en doblaje.
A 2016 centra su carrera profesional como Gestor Cultural y director de Grandes Eventos.
Es presidente y socio fundador de AECU (Asociación de Emprendedores Culturales y Creativos) (2010-2020)
CEO de la productora audiovisual UNIVERSALMIX (2003-2020), socia de EGEDA.
Director de la compañía teatral CLIP ARTES ESCÉNICAS (2003-2020), socia de ESCENOCAM.
Director de la compañía teatral TELÓN CORTO (2005-2020), compañía residente de Madrid y socia de ARTEMAD.
Forma parte del Consejo de Administración de AISGE (2002-2020) y del Patronato de la FUNDACIÓN AISGE (2014-2018).
Es vocal de la Junta directiva de la Academia de las Ciencias y las Artes de Televisión de España. (2013-2020).

## Filmografía como actor

### Cine
- El día que me quieras, era Dani (TV-Movie para TVE) (1993), de J. A. Arévalo.
- Farinelli, era Piero (1994), de Gérard Corbiau.
- África, era Sebas (1995), de Alfonso Ungría.
- El sótano, era Carlos, (1998), de Hugo Stuven Casasnovas.
- Desenlace, era Diego (TV-Movie para Antena 3 TV) (2001), de Tito Álvarez.
- La mujer de mi vida (película) (2001), de Antonio Del Real
- M, era Nacho, (2001), de Isabel Sánchez Castro.
- Demium era Yago (TV-Movie para Antena 3 TV) (2002), de Nacho Sarrais.
- Días Rojos, era Juan, (2003), de Gonzalo Bendala.
- Vasos vacíos, era Valkian (2003), de Carlos Marette.
- The Tester, era Mercurio (2003), de Fernando Nuñez.
- Trileros, era Alberto (2003), de Antonio Del Real.
- El umbral, era Frich, (2004), de Juan Francisco Castillo.
- Íntimos desconocidos, era Belle de Jour (2004), de Pape Pérez.
- Crispyn mc bacon, era Crispyn, (2004), de Gonzalo Bendala.
- Preludio en do sostenido menor (2005), de Gonzalo Nuche.
- Polvo de estrellas, era Santi (2006), de Gonzalo Bendala
- Susurros, era Ángel, (2008), de Carlos Castel.
- Abandonao, (2008), de Hugo Martín.
- Muy Mujer, era Andrés, (2011), de Luis Escobar.
- In-finity, era Lucas, (2014), de Noé Aguilera.
- Chronicon Z, era Jefe, (2015), de Álvaro Martín.
- Salto al vacío (2017) de Pedro F. Salorio

### Televisión

#### Papeles fijos
- Isabel, era Vicente (5 únicos capítulos) (BBC) (1996), Dir. Luis España.
- Inquilinos, era Julián (52 únicos capítulos) (Canal 9) (1997), Dir. Alejandro Rojas.
- Al salir de clase, era Fran (1.ª temporada, 67 capítulos) (Telecinco) (1998), Dir. Pascal Jongen, Antonio Cuadri, Luis G. Valdivieso, Rai García.
- Nada es para siempre, era Adrián (1.ª temporada, 254 capítulos) (Antena 3 TV) (1999/2000), Dir. Toño López, Javier Giménez, Emilio Mac Gregor, Luis Manzo.
- Nada es para siempre, era Adrián (2.ª temporada, 121 capítulos) (Antena 3 TV) (2000/2001), Dir. Carlos Pérez Ferrer, Carlos Bustamante, Gerardo Gormezano.
- Arrayán, era Daniel (1.ª temporada, 135 capítulos/2.ª temporada, 5 capítulos) (Canal Sur) (2001/2002), Dir. Tito Rojas.
- London Street, era Félix (Antena 3 TV) (2003), Dir. Rafael De La Cueva.
- Amar en tiempos revueltos, era Carlos el falangista (TVE) (2005/2006), Dir. Orestes Lara.
- C.L.A. No somos ángeles, era Javier Ortiz (Antena 3 TV) (2007), Dir. Valerio Boserman.

#### Papeles episódicos
- Crecer juntos (1996), Dir. Norberto López-Amado y Chema Echevarría.
- El súper (1996), Dir. Orestes Lara
- Paraíso (2002), Dir. Javier Elorrieta
- Hospital Central (2002), Dir. José M.ª Caro.
- Código fuego (2003), Dir. Eva Lesmes y Miguel Ángel Díez.
- El comisario (2003), Dir. Norberto López-Amado.
- Luna negra (2003/2004), Dir. Valerio Boserman.
- Obsesión (2004/2005), Dir. Valerio Boserman.
- 30 metros cuadrados (2008), Dir. Andreu Castro
- Cuéntame cómo pasó (2008), Dir. Antonio Cano
- Diarios de la webcam (2011), Dir. Ricardo Merchán
- Centro médico (2017), Dir. Cristina Escudero

#### Presentador
- Empieza con La Primera, gala de fin de año de TVE (1996), Prod. Televisión Española.
- Sorpresa, Sorpresa, magazine semanal (1997), Dir. Giorgio Aretzu.
- De todo para todos, gala de TVE (1998), Prod. Televisión Española.
- Peque Prix, concurso infantil semanal (1998/1999), Dir. Ricardo Sánchez.
- Latino, programa musical (1998/1999), Prod. Televisión Española.
- Gala de otoño, gala (2001), Prod. Antena 3 TV
- Gala 10º aniversario, gala (2001), Prod. Antena 3 TV
- Gala 2000, gala (2001), Prod. Antena 3 TV
- Combo Club, programa musical (2001/2002), Prod. Multipark
- Gala Andalucía, gala (2001), Prod. Canal Sur
- Un domingo cualquiera, magazine (2003), Dir. Ricardo Sánchez
- Planeta Mágico, magazine juvenil (2003), Dir. Manu Gil
- Kombai & Co, magazine juvenil (2004/2005), Dir. Manu Gil
- Pieza Clave, programa sucesos (2006), Dir. Dário Viola
- Con tus propias manos, programa bricolaje (2006/2008), Dir. Carlos Castel
- Eco 4 The World, programa documental (2009), Dir. Carlos Arroyo
- Desafío Ben 10, programa concurso (2011/2012), Dir. Mario Viñuela Boing Cartoon Network.
- Objetivo2020 (2014), Dir. Carlos Castel.
- Premios Savia Fest. SM (2015)

### Doblaje
- Cartoon Network (publicidad) (2004).
- Power Rangers (2004)
- Barbie: Fairytopia (2004)
- Una hija diferente (2005)
- Herbie, a tope (2005)
- Brother (publicidad)  (2005)
- Harry Potter y el cáliz de fuego (videojuego) (2005).
- Barbie Fairytopia: Mermaidia (2005)
- X-men 3: La decisión final (2006).
- Barbie y las 12 princesas bailarinas (videojuego) (2006).
- El viento que agitaba la cebada (2006)
- Totally Spies! (2006)
- Ritmo Salvaje (2006)
- Barbie Mariposa (2006)
- Fly Me to the Moon (2007)
- Alvin y las ardillas (2007)
- Dexter (2008)
- El Incidente (The Happening) (2008).
- Barbie y el castillo de diamantes (Barbie Diamond Castle) (2008).
- Harry Potter y el misterio del príncipe (videojuego) (2008).
- Control (2009)
- Turtle Vision (2009)
- Monsters (2010)
- Dexter (2012)
- Capitán Bíceps (2012)
- Baby Faces (2012)
- Futbolín (2013)
- Premios IRIS, voz en off (2014)
- X-Men: días del futuro pasado (2014)
- Asociación Iraila (2015)
- Premios IRIS (2015) voz en off
- Blueblock de Alain Afflelou (2016)
- Blackfriday Alain Afflelou (2016)
- Navidad Alain Afflelou (2016)
- Premios AISGE (2016) voz en off
- Premios IRIS (2016) voz en off
- Brujas Madrinas y el cofre de los Deseos, era voz en off (2016), Dir. José María del Castillo
- Premios IRIS (2017) voz en off
- Premios AISGE (2017) voz en off
- Monster Rock era voz en off (2017), Dir. Luis Mendes
- Gala Concierto de los MadWomen Awards. Teatro Lope de Vega. (2018)
- Premios IRIS (2018) voz en off
- Criminal (2019)
- La Guerra de los Mundos (2019)

### Teatro
- ¿Qué calienta nuestro seso?, era Ángel (1993), Dir. Estela Zalbidea
- La pasión de Cristo. El musical (1995), Dir. Ángel Cammarata y John O´Brien
- Chicago (2001), Dir. Ricard Reguant
- Fausto, Margarita e aquel otro, era Raimundo. (2001), Dir. Margarita Fernández
- Últimas faiscas de setembro, era Odiseas. (2001), Dir. Manolo Otero
- El incierto señor Don Hamlet. Príncipe de Dinamarca, era Coro (2002), Dir. Manolo Otero
- Derrota, era Caballo (2002), Dir. Manolo Otero
- Algunas historias de terror neoliberal, era aprendiz (2002), Dir. Manolo Otero
- La bestia del imperio, era Don Rafael (2002), Dir. Manolo Otero
- Jesucristo superstar s.XXI, era Sacerdote. (2004/2005)), Dir. Pedro Cortés
- Sobredosis, era Tomás (2003/2007), Dir. Fernando Orecchio
- El viajero perdido, era Félix (2005/2006), Dir. Carlos Castel
- Ojos de ciervo rumanos, era Benya (2006), Dir. Beatriz Catani
- Yo Lázaro, la historia de El Lazarillo de Tormes, era El Escudero (2010-2011), Dir. Jesús Torres (actor)
- Entre tinieblas, era Tomás (2011), Dir. Carlos Castel
- La comarca de los Dos Soles, era Pedro /Samuel (2011), Dir. Irene Poveda
- Menuda historia, era Villa (2014), Dir. Marta Marín
- Las locas historias de Don Quijote de la Mancha, era Sancho (2015), Dir. Eva Rodríguez
- Humo, era Michael (2015), Dir. Manuel Galiana
- SuperClown, era Super Sport (2018), Dir. Luis Mendes
- El joven Prometeo, era prometeo (2019), Dir. Marta Torres
- Galdós en los infiernos, era Mefistófelo (2021), Dir. Enrique Gallud Jardiel